# Pompa a immersione
La pompa a immersione è una pompa idraulica che viene installata all'interno del serbatoio del fluido (immersione), il quale non necessita pertanto di sistemi di ritenuta come ad esempio valvole per il pescaggio, che vengono talvolta sostituite da speciali pompe autoadescanti (esterne).
Le pompe a immersione servono per far risalire i liquidi in superficie.
La pompa conferisce energia al liquido pompato (portata x prevalenza x tempo), secondo le caratteristiche costruttive della pompa e in relazione ai bisogni dell'impianto. Le pompe utilizzano l'effetto centrifugo per movimentare il liquido e aumentarne la pressione. 
Nella camera ermetica dotata di entrata ed uscita (coclea o voluta) vi è una girante. La girante converte l'energia meccanica in energia cinetica.

## Pompa sottomarina

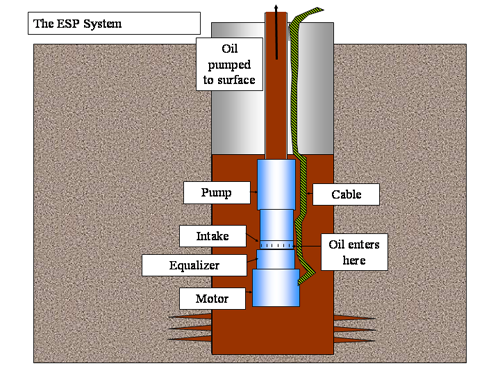
Schema di una pompa sottomarina elettrica

Un particolare tipo di pompa ad immersione è la pompa sottomarina, che viene generalmente installata sul fondo del mare, dove viene collegata all'infrastruttura tramite colonne montanti o linee di flusso. Essa è alimentata da sistemi elettrici o idraulici ed è in grado di gestire alte pressioni e grandi volumi di fluido. Le pompe sottomarine vengono utilizzate per superare la pressione idrostatica, ottimizzare i tassi di produzione e migliorare l'efficienza complessiva delle operazioni sottomarine di petrolio e gas.
Questa pompa è progettata per resistere a condizioni ambientali difficili, comprese pressioni elevate, basse temperature e ambienti corrosivi. Sono spesso costruite con materiali come acciaio inossidabile o leghe resistenti alla corrosione per garantire durata e longevità nelle applicazioni subacquee.
Le pompe sottomarine possono essere classificate in diversi tipi in base ai loro principi di funzionamento:
- pompe centrifughe sono comunemente utilizzate nelle applicazioni sottomarine grazie alla loro elevata efficienza e capacità di gestire grandi volumi di fluido;
- pompe volumetriche vengono utilizzate quando sono richieste portate precise e costanti;
- pompe multifase vengono utilizzate per gestire miscele di olio, gas e acqua, eliminando la necessità di pompe separate per ciascun tipo di fluido.[4]